# Boolarravirus
Boolarravirus (oder Boolarra-Virus, BoV, Spezies Alphanodavirus boolarraense) ist ein Virus aus der Familie Nodaviridae, Gattung Alphanodavirus. Es ist benannt nach dem Ort Boolarra, Victoria, wo es in den Larven der dort endemischen Motte Oncopera intricoides (Wurzelbohrer, wiss. Hepialidae) erstmals entdeckt wurde. Bislang ist O. intricoides der einzige bekannte Wirt. Nach Infektion erzeugt es bei den Larven Missbildungen und kann auch zum Tod führen.

## Struktur
Das Boolarravirus besitzt einen Durchmesser von etwa 30 Nanometern und einen RNA-Anteil von etwa 21 %. Am nächsten ist es mit dem Nodamuravirus verwandt.